# Cesare Tudino
Cesare Tudino (Atri, vers 1530–Atri, entre 1591 et 1592) est un organiste et compositeur italien. Il a laissé des œuvres sacrées et des madrigaux.

## Biographie
Peu d'éléments ont été conservés de la vie du musicien. Selon ses publications, Cesare Tudino naît à Atri dans les Abruzzes, ville avec laquelle il garde contact durant toute sa vie, puisque trois dédicaces sont destinées à la famille d'Aquaviva duc d'Atri et une autre à l’évêque d'Atri. Il est sans doute formé à l'école de la Cathédrale par Julio Quintio Fileon et Mariano Bevilacqua ; peut-être petit chanteur à basilique Saint-Jean-de-Latran à Rome, où les archives citent en 1543, un soprano du nom de Cesare. Chanoine, dès 1548, il est organiste à Saint-Jean-de-Latran.
Il aurait aussi servi Giovanni Jacopo Trivulzio, marquis de Vigevano dans le Nord de l'Italie, à qui il dédie son livre de madrigaux en 1554, composé de 17 œuvres. Deux sont notés madrigali cromatici. De 1558 à 1588, Tudino est organiste à la cathédrale d'Atri (maestro di cappella).
D'après les registres d'Altri, il semble qu'il soit mort dans les derniers mois de 1591 ou au début de 1592.
Une plaque de marbre datée de 1577, conservée au musée de la Cathédrale d'Atri (cloître, salle 12), montre un canon à quatre voix du musicien sur In manus tuas Domine (« Dans tes mains, Seigneur »), dédié à sainte-Cécile,.

## Œuvre
Excepté les éditions, des manuscrits sont conservés à la Staats-und Stadtbibliothek d'Augsbourg.
- Li madrigali a note bianche, et negre cromaticho, Venise, Girolamo Scotto 1554 (rééd. Rome, Valerio Dorico 1564) — dédié au marquis de Vigevano[3]
- Canzoni alla napolitana, dans une anthologie de Nicolò Roiccerandet[1], chez Scotto 1566
- Motets : Caesaris Tudini Canonici, & Musici Cathedralis Ecclesiae Adriensis Mottetorum Quinque Vocibus Liber Primus, Venise, Giacomo Vincenti 1588 — dédié au cardinal Ottavio Acquaviva, frère du duc Alberto d'Atri (1545–1597)[4]
- Requiem aeternam (1589), pour chœur à 5 voix[5],[6],[7]
- Magnificat omnitonum à 4 et 8 voix, Venise, Vincenti 1590 — dédié à l'évêque d'Atri et Penne, Giovan Battista de Benedictis.

## Discographie
- Altro Che Lagrimar' Gli Occhi Non Ponno — dans (1994, Erasmus Muziekproducties, Wijnand Van Hooff WVH098)
- Amor, i'ho molti e molt' anni pianto [« Amour, j'ai pendant maintes années pleuré »] (Canzoniere no 332, stanza 10) — dans In morte di Madonna Laura, Huelgas Ensemble, dir. Paul Van Nevel (23-25 février 1990, Sony SK45942) (OCLC 222814926)
- Amor, i'ho molti e molt' anni pianto — dans The Mirror of Claudio Monteverdi, Huelgas Ensemble, dir. Paul Van Nevel (2016, Deutsche Harmonia Mundi 88875143482) (OCLC 1009375969)